# Саїнтамарату-07
Грама Ніладхарі Саїнтамарату-07 (№ KP/50A) — Грама Ніладхарі підрозділу ОС Саїнтамарату, округ Ампара, Східна провінція, Шрі-Ланка.

## Демографія
| Населення (2007) | Населення (2007) | Населення (2007) | Населення (2007) | Населення (2007) |
| Населення        | Чоловіки         | Жінки            | Діти             | Дорослі          |
| ---------------- | ---------------- | ---------------- | ---------------- | ---------------- |
| 1807             | 926              | 881              | 687              | 1120             |